# Hemerodromia isserana
Hemerodromia isserana är en tvåvingeart som beskrevs av Vaillant och Gagneur 1998. Hemerodromia isserana ingår i släktet Hemerodromia och familjen dansflugor. Inga underarter finns listade i Catalogue of Life.